# Коробіцина Ганна Андріївна
Ганна Андріївна Коробіцина (1913, село Глубоке Курської губернії, тепер Дмитрієвського району Курської області, Російська Федерація — ?) — українська радянська діячка, новатор сільськогосподарського виробництва, ланкова, бригадир овочівницької бригади колгоспу імені Молотова Красногвардійського району Кримської області. Депутат Верховної Ради УРСР 4-го скликання.

## Біографія
Народилася у селянській родині. У 1932 році разом із родиною переїхала в Кримську АРСР.
У 1932—1936 роках — доярка колгоспу «Завет Ильича» Ічкинського району Кримської АРСР. У 1936—1938 роках — робітниця Феодосійського винрадгоспу Кримської АРСР.
З 1940 року — колгоспниця, ланкова, а з 1955 року — бригадир овочівницької бригади колгоспу імені Молотова Красногвардійського району Кримської області. Відзначалася вирощуванням високих урожаїв помідорів, капусти, огірків, моркви, буряків.
Потім — на пенсії.